# Malahide (Irlandia)
Malahide (irl. Mullach Íde) – miasto położone w hrabstwie Fingal w Irlandii, położone ok. 16 km na północ od Dublina. Liczy 15 846 mieszkańców (2011).

## Charakterystyka

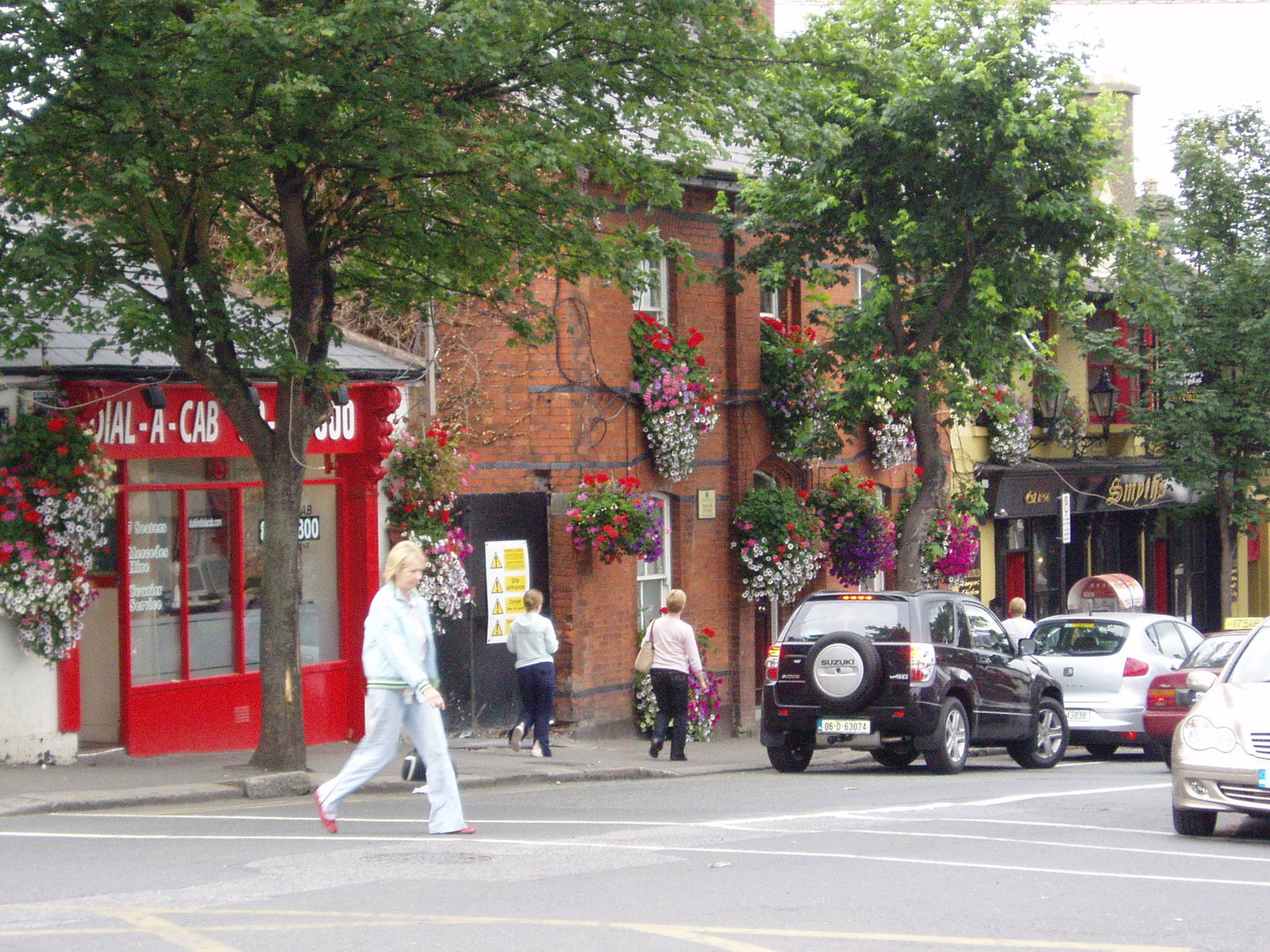
Sklepy przy New Street

Miejscowość usytuowana jest nad Zatoką Dublińską. Jej położenie, plaże, wysokiej klasy restauracje, centra konferencyjne i zlokalizowane tam zabytki sprawiają, że stanowi popularny cel dla turystów. Zlokalizowane w Malahide sklepy oferują tradycyjne irlandzkie wyroby rzemieślnicze.

## Historia

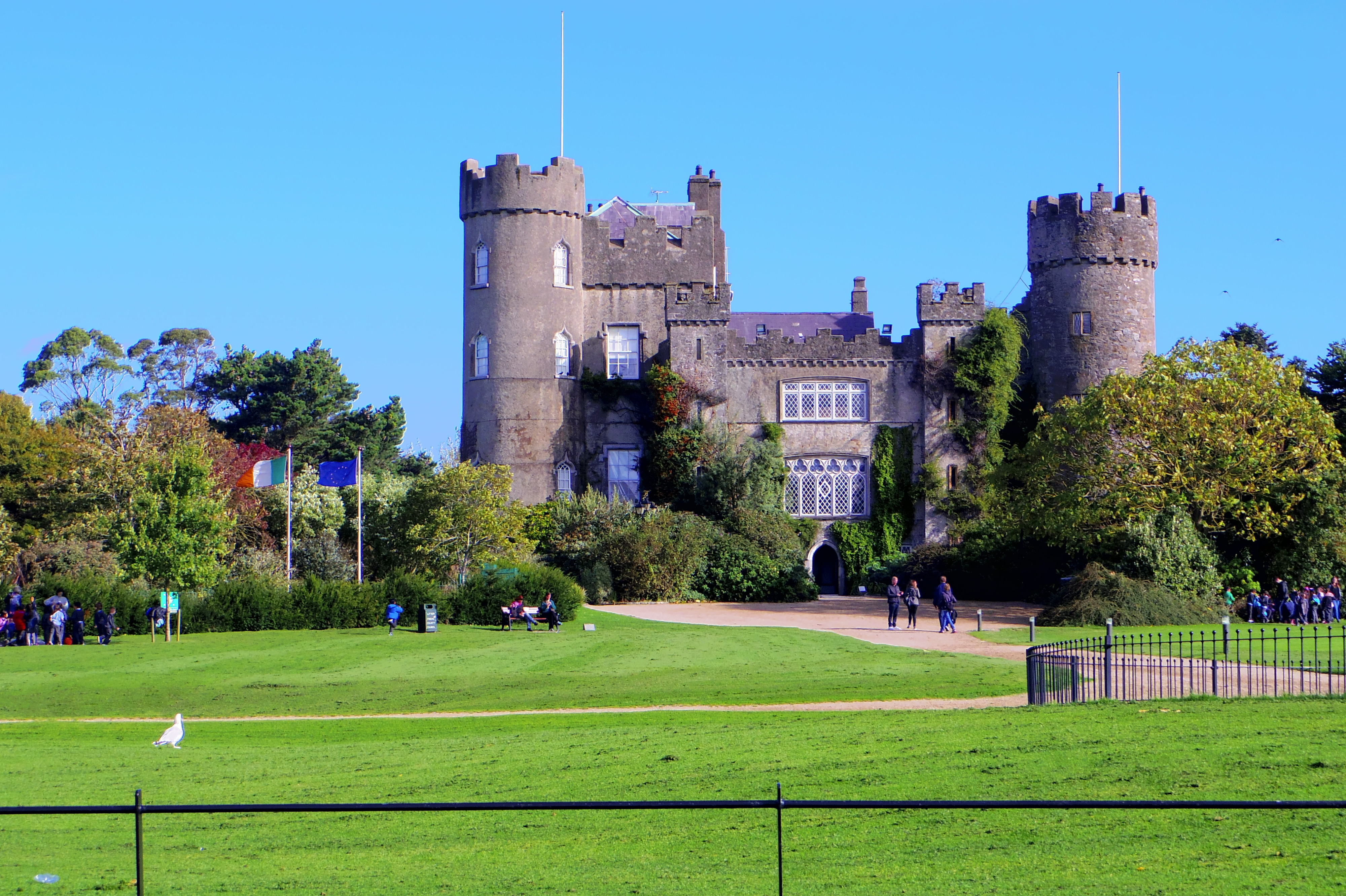
Zamek Malahide

Osada istniała tu już w czasach prehistorycznych. Wikingowie wylądowali tutaj w 795, a Duńczycy osiedlali się od 897. W 1185 kontrolę nad Dublinem przejęli Normanowie i wkrótce wznieśli pierwszy zamek w Malahide. Pozostawał on w nieprzerwanym użyciu do 1975, kiedy to przejęło go państwo, udostępniając ogrody publiczności. W XIX wieku powstał niewielki port użytkowany w głównej mierze do sprowadzania węgla i drewna. W okolicy uprawiano len, a kwartał miasta, gdzie był on suszony nazywany jest do dziś "Żółtymi ścianami" z uwagi na barwę jaką nabierały od surowca. 
W 1835 wzniesiono luksusowy Grand Hotel, antycypując budowę linii kolejowej, która dotarła do miasta w 1844. Od tego czasu cieszy się ono zainteresowaniem deweloperów, ale pierwsze większe osiedla powstały w latach 50. XX wieku.

## Zabytki i atrakcje
Do najważniejszych zabytków i atrakcji miasta należą:
- zamek z XII wieku, siedziba rodu Talbotów,
- ogród botaniczny wokół zamku,
- studnia św. Sylwestra,
- Martello Tower,
- plaże i marina na trzysta jachtów,
- ścieżka widokowa wzdłuż wybrzeża,
- pole krykietowe,
- stadion futbolu gaelickiego[1].